# والتر زونتاج
والتر زونتاج (بالألمانية: Walter Sonntag)‏ هو طبيب ألماني، ولد في 1907 في متز في فرنسا، وتوفي في 1948 في هاملن في ألمانيا بسبب شنق.